# Emmanuel Endeley
Emmanuel Mbela Lilafa Endeley (ur. 1916, zm. 1988), kameruński polityk.
Pracował w Kamerunie Brytyjskim jako lekarz. Od 1951 do 1960 stał na czele Narodowego Kongresu Kamerunu (CNC), opowiadał się za pozostaniem Kamerunu Brytyjskiego w Nigerii. Od 1954 do 1959 był premierem autonomicznego rządu Kamerunu Brytyjskiego.